# Bedevaartskerk Maria Hulp der Christenen
De Maria Hulp der Christenenkerk (Marije Pomagaj) is de belangrijkste bedevaartskerk van Slovenië. De kerk staat in de plaats Brezje en verkreeg in 1988 van paus Johannes Paulus II de status van basilica minor.

## Geschiedenis
De eigenlijke kerk dateert uit de 15e eeuw en werd gewijd aan Sint-Vitus. Omstreeks het jaar 1800 werd aan de kerk een kapel toegevoegd en aan Maria Hulp der Christenen gewijd. In 1814 decoreerde de Sloveense kunstenaar Leopold Layer de kapel met schilderijen en maakte een fraai genadebeeld van Maria Hulp der Christenen voor het altaar. Het aantal pelgrims naar de kerk nam vervolgens een hoge vlucht en wel zodanig, dat de kerk de stroom bedevaartgangers niet meer kon verwerken. Daarom werd in 1889 een begin gemaakt aan de bouw van een nieuwe kerk, die op 7 oktober 1900 kon worden ingewijd. Een bijbehorend klooster van Franciscanen werd twee jaar eerder in gebruik genomen.
Nadat gelovigen getuigenissen aflegden van miraculeuze genezingen werd het genadebeeld van Maria Hulp der Christenen in 1907 voorzien van kronen.
Op 5 oktober 1988 verleende paus Johannes Paulus II de kerk van Brezje de eretitel basilica minor. In 1996 bezocht hij de kerk en bad hij bij het genadebeeld. Op 1 januari 2000 werd de kerk door de Conferentie van Sloveense bisschoppen tot nationaal heiligdom verklaard.

## Beschrijving
Het ontwerp van de in neorenaissancestijl gebouwde kerk gaat terug op Robert Mikovitz. Met name de façade is opvallend voorzien van mozaïek-symbolen, inschriften, decoraties en een roosvenster. Ook het interieur ademt de sfeer van de renaissance. Boven het hoogaltaar bevindt zich een mozaïek van Sint-Vitus. Alle altaren werden door Sloveense ambachtslieden vervaardigd.
Het belangrijkste deel van de kerk is de Maria Hulp-kapel, waarvan de beschildering werd gemaakt door Leopold Layer. De vloer is gelegd met graniet uit Bosnië, de muren zijn met marmer uit Istrië bekleed en het marmer van het altaar stamt uit Carrara.

## Afbeeldingen

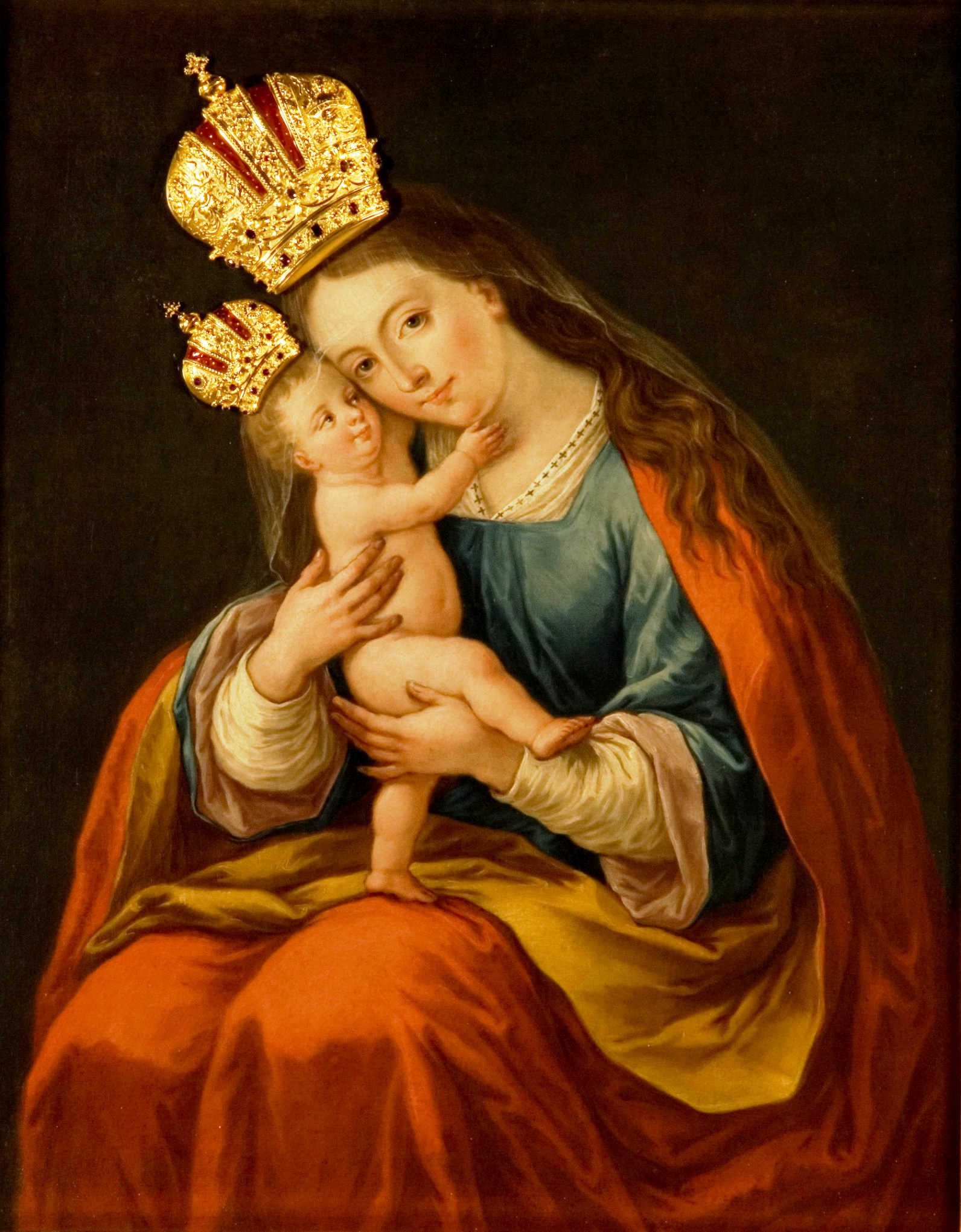
Genadebeeld
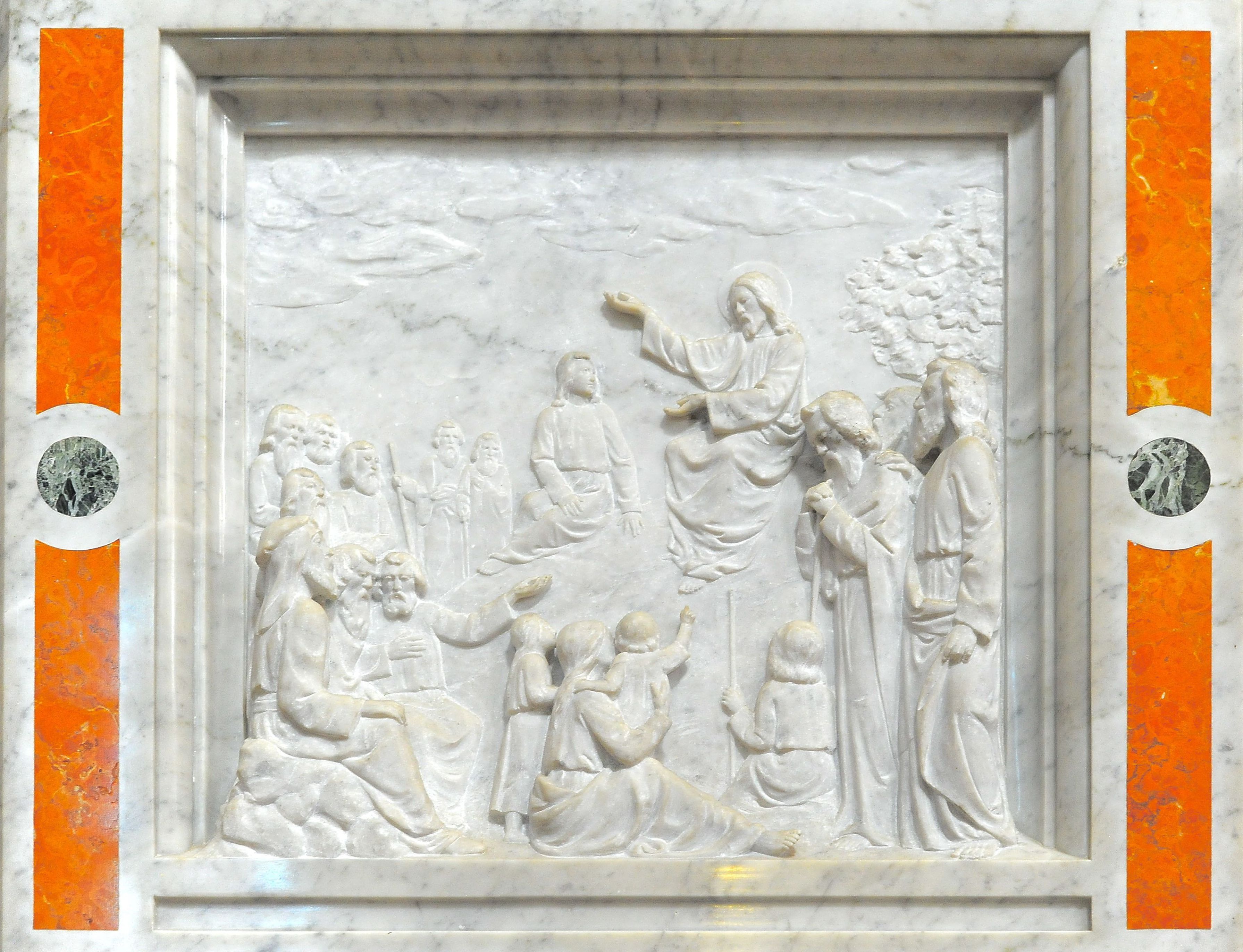
Reliëf op de kansel